# Keukenhof Expres

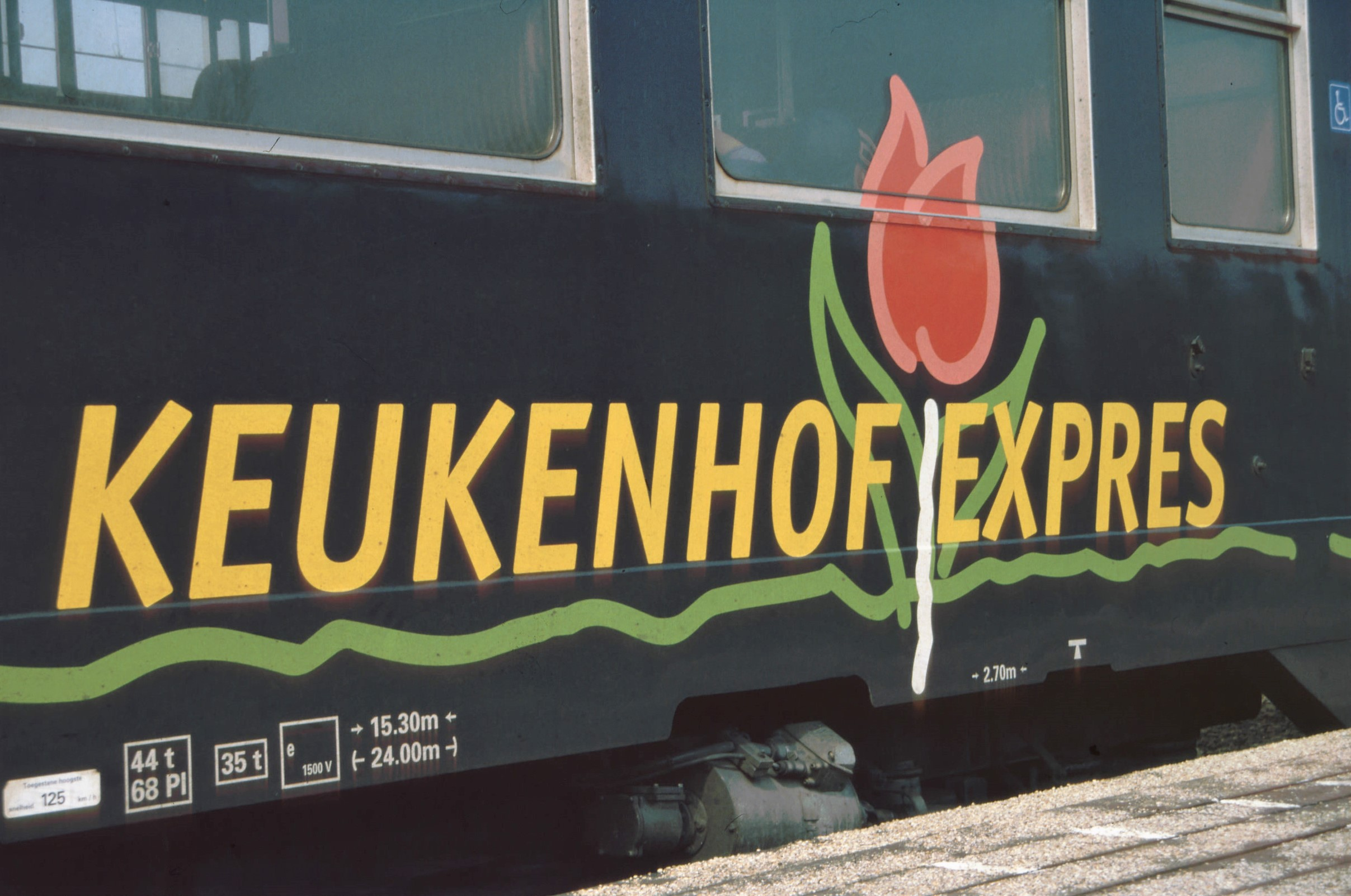
Logo van de Keukenhof Expres

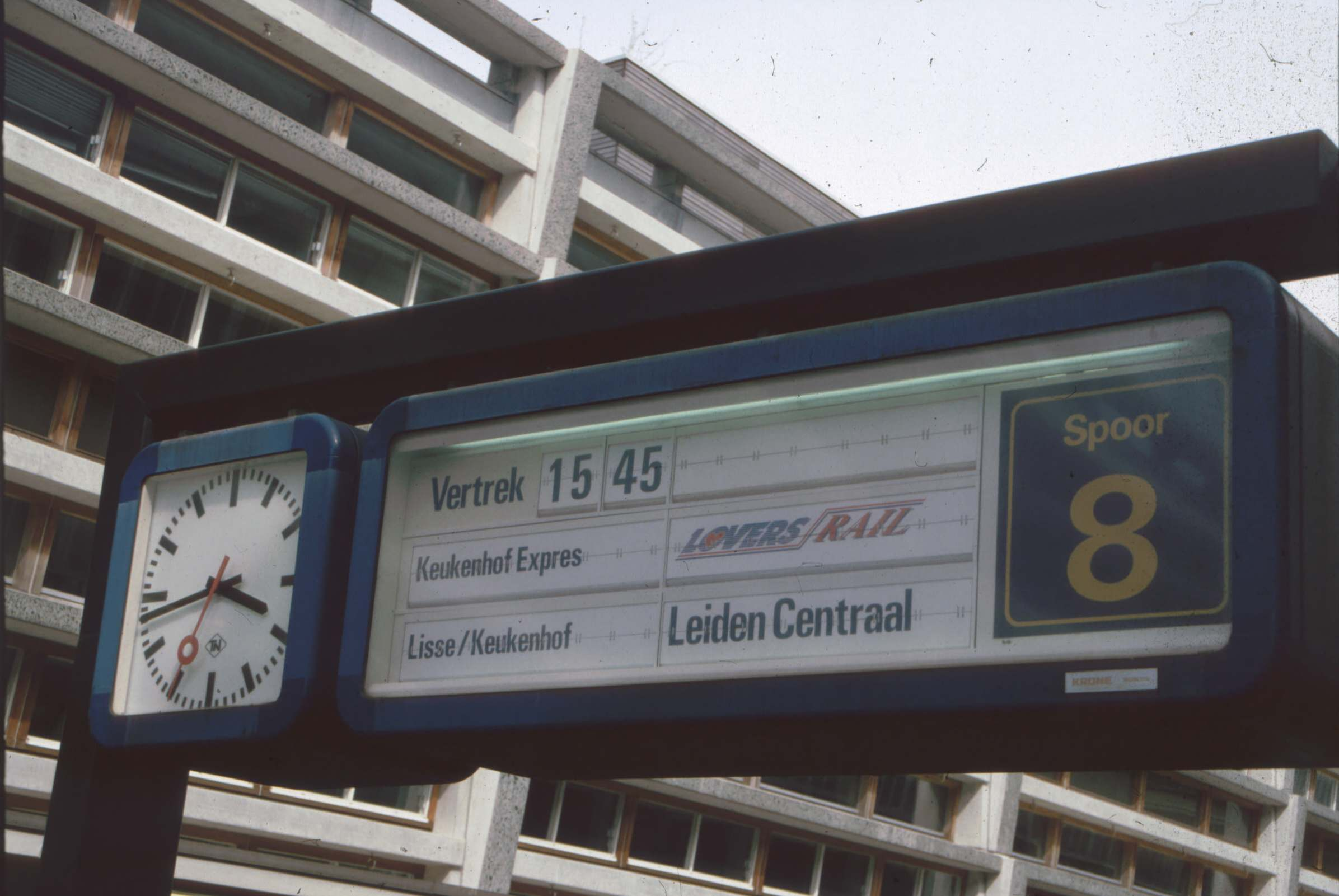
Vertrekbord van de Keukenhof Expres op Station Haarlem

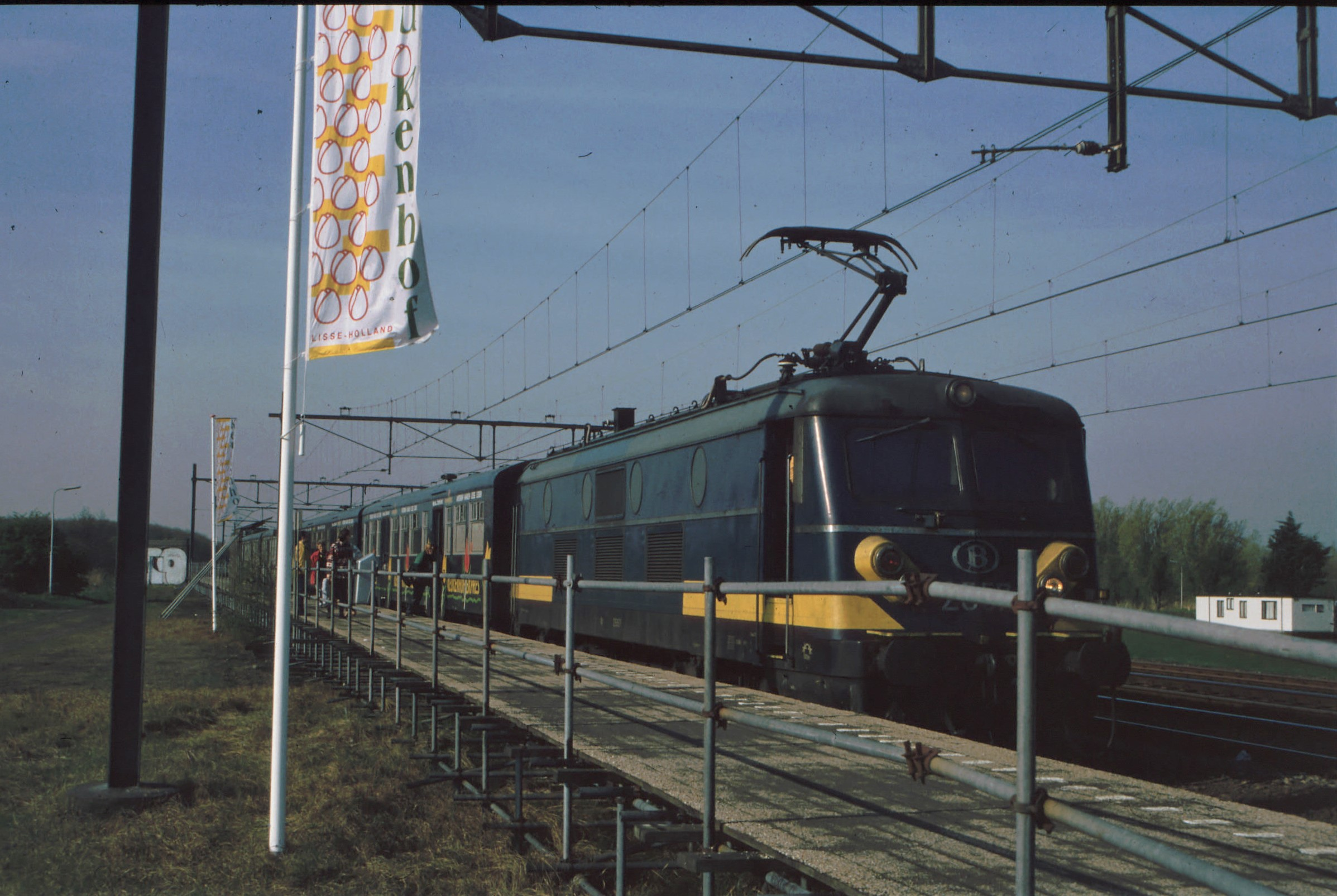
De Keukenhof Expres op Station Lisse

De Keukenhof Expres was in 1998 en 1999 een toeristische treindienst van Lovers Rail tussen Amsterdam, Lisse en Leiden voor de Keukenhof.

## Geschiedenis
Lovers Rail was in augustus 1996 gestart met de Kennemerstrand Expres, een zomerdienst tussen Amsterdam en IJmuiden. Als eerste uitbreiding van de spooractiviteiten wilde Lovers Rail een toeristische verbinding tussen Amsterdam en de Keukenhof opzetten. Oorspronkelijk wilde men starten in 1997, maar dat bleek niet haalbaar omdat de benodigde vergunningen niet op tijd verkregen werden. 

### Seizoen 1998
Op 26 maart 1998 reed de eerste trein van Station Amsterdam Centraal naar het normaal gesloten Station Lisse In  Lisse werd gestopt op een doodlopend zijspoor, waarlangs een provisorisch perron van steigerbalken was opgebouwd met daarop een kleine houten abri. Er was geen loket, kaartverkoop deed de conducteur in de trein. Vanaf het station was het 1,2 kilometer lopen naar de ingang van de Keukenhof. Vanaf Lisse reed de trein door naar het eindpunt Leiden, waarna de trein weer omdraaide. 
Een retourticket Amsterdam - Leiden (Amsterdam - Lisse was dezelfde prijs) kostte dit jaar fl.20,-. Voor fl.30,- kon de reis inclusief toegangsbewijs voor de Keukenhof worden aangeschaft.
De Keukenhof Expres reed tot en met de sluiting van de Keukenhof op 24 mei. Daarna werden de vier rijtuigen voorzien van strandstickers om weer ingezet te worden op de Kennemerstrand Expres. Er werden dit jaar ongeveer 25.000 passagiers vervoerd, waarmee de Keukenhof Expres winstgevend was, in tegenstelling tot de Kennemerstrand Expres.

### Seizoen 1999
In februari had CGEA, de eigenaar van Lovers Rail, besloten dat de Kennemerstrand Expres gestaakt zou worden. De lijn bleek niet rendabel en het bedrijf zou geen toeristenlijnen meer exploiteren.  Desondanks reed de Keukenhof Expres dit jaar nog wel gewoon. De eerste trein reed op 25 maart en de dienstregeling liep tot de sluiting van de Keukenhof eind mei.
In september 1999 staakte Lovers Rail, gedwongen door eigenaar CGEA, al haar activiteiten op het Nederlandse spoor. Sindsdien zijn er geen treinen meer gestopt op Station Lisse. Het steigerperron is afgebroken en het zijspoor grotendeels opgebroken.

## Stations
De Keukenhof Express stopte op de volgende stations:
- Station Amsterdam Centraal
- Station Haarlem
- Station Lisse
- Station Leiden Centraal

## Materieel
De vier oude Belgische eerste klasse M2-rijtuigen die Lovers Rail had gekocht voor de Kennemerstrand Expres werden ook ingezet voor de Keukenhof Express. Hiervoor werden de mintgroene wagons in de eerste maanden van 1998 overgeschilderd in donkerblauw en voorzien van grote stickers met tulpen en belettering.
De trein werd getrokken door twee Belgische meerspanningslocomotieven uit de serie HLE 25.5 (o.a. de 2555 en 2557), die voor en achter de trein gekoppeld waren, zodat rangeren niet nodig was.